# Berenice I

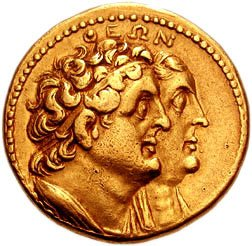
Munt van Ptolemaeus I en Berenice I

Berenice I, dochter van Lagus (ca. 340 v.Chr. – tussen 279 en 268 v.Chr.), was eerst de vrouw van Philip, een obscure Macedonische edelman, aan wie ze het kind Magas van Cyrene schonk. Toen Philip stierf, kwam ze naar Egypte als hofdame voor Eurydice, de vrouw van Ptolemaeus I Soter I, Alexander de Grotes generaal en koninklijk opvolger. Berenice was zeer geliefd bij de koning, haar zoon Ptolemaeus II Philadelphus, werd eerder aangemerkt als erfgenaam dan Euridyces kinderen.
Berenice I lapte alle regels die aan vrouwen werden gesteld aan haar laars en vocht naast haar man op het slagveld. Haar zoons werden vermoord in een oorlog tegen haar zwager. Ze koesterde wrok en vermoordde hem persoonlijk. Toen ze dat had gedaan, reed ze met haar strijdwagen over zijn lichaam. Ze is ook de moeder van Arsinoë II.
Ptolemaeus I vernoemde de havenstad Berenike, die hij in 275 v.Chr. bouwde, naar zijn moeder. De koning Pyrrhus van Epirus gaf de naam Berenicis aan een nieuwe stad.